# Caquet
Caquet, mort au Caire le 10 juillet 1799 de la peste, est un dessinateur français.
Il fit partie de l'Expédition d'Égypte.
Employé comme dessinateur dans le bureau du génie,.